# ジミー・スター
ジミー・スター（英語:Jimmy Sturr、1941年9月25日 - ）は、ポルカのミュージシャンで、トランペット・クラリネット・サクソフォーン奏者であり、ジミー・スター&ヒズ・オーケストラ（英語:Jimmy Sturr & His Orchestra）のリーダーである。ジミー・スターはグラミー賞の最優秀ポルカ・アルバムを 18回受賞しており、この記録はポルカ部門では歴代最多である。ジミー・スターはアメリカではおそらく最も人気のあるポルカ・バンドで、RFD-TV（アメリカのケーブルテレビ局）には彼らが主催するテレビ番組がある。

## 略歴
ジミー・スターは、ニューヨーク州オレンジ郡の村であるフロリダ出身である。スターはアイルランド系アメリカ人だったが、村がポーランド系アメリカ人文化に溢れており、スター自身も若年期からポーランド文化に影響され、定期的にポルカ・ダンスに参加していた。スターは、13歳からクラリネットを地元で演奏するようになった。1960年代は地元でポルカを演奏することに専念し、1969年には自身のレーベル「スター・レコード」(Starr Records) を設立してポルカ・アーティストのマネジメントなどのビジネスをはじめた。
1970年代には、ジミー・スター・アンド・ヒズ・オーケストラ (Jimmy Starr and His Orchestra) と宣伝され、アメリカ化されたポルカ（例えばボーカルが英語であることなど）を演奏して、人気を着実に上げていった。1979年には、リード・シンガー兼サクソフォーン奏者のジョニー・カラスをバンドに雇い、このことがバンドの後の成功につながった。
1985年にグラミー賞がベスト・ポルカ・アルバム部門を設立すると、その第2回目となる1986年にスターはアルバム『I Remember Warsaw』で同賞を獲得した。その後、『A Polka Just for Me』（1987年）、『Born to Polka』（1988年）、『All in My Love for You』（1989年）、『When It's Polka Time at Your House』（1990年）、『Live at Gilley's』（1991年）と6年連続で同賞を受賞し続けた。スターは、そうしたアルバムを発表するのみではなく、アメリカ中のカジノやフェスティバルで演奏してまわった。
1995年にアルバム『I Love to Polka』で久しぶりにグラミー賞を受賞すると、ジミーのファンを自認するカントリー歌手のウィリー・ネルソンと競演した『Polka! All Night Long』（1996年）、アコーディオン奏者フラコ・ヒメネスとカントリー歌手ビル・アンダーソンと競演した『Living on Polka Time』（1997年）、オーク・リッジ・ボーイズと再びヒメネスと競演した『Dance with Me』（1998年）と4年連続で受賞した。カントリー・ミュージックとの繋がりが深いジミー・スターは、グランド・オール・オプリに登場した史上初のポルカ・アーティストとなった。
2000年代になっても、スターのグラミー賞での躍進は続いた。まずベテラン・カントリー歌手のメル・ティリスと競演した『Touched by a Polka』（2000年）でグラミー賞を獲得すると、ブレンダ・リーに加えて再度ウィリー・ネルソンと競演した『Gone Polka』（2001年）、フォークのアーロ・ガズリー とブルーグラス歌手のロンダ・ヴィンセントが参加した『Top of the World 』（2002年、タイトル曲はカーペンターズのカバー）、バンジョーのベラ・フレックらが参加した『Let's Polka 'Round』（2003年）と再度4年連続グラミー賞を獲得した。
ロックンロールのオールディーズをポルカでカバーしたアルバム『Shake, Rattle and Polka!』（2005年）で再度グラミー賞を獲得すると、ベテラン歌手ボビー・ヴィントンと競演した『Polka in Paradise』（2006年）、さらに『Come Share the Wine』（2007年）、『Let the Whole World Sing』（2008年）と再度4年連続で受賞し続けた。

## ツアー
ツアーでは、バンド・メンバーはジミーが所有する45フィート（約13.7メートル）のツアー・バス（以前はビリー・レイ・サイラスが所有していた）に乗って移動する。カーネギー・ホールで7回、ニューヨークのリンカーン・センターで4回、ワルシャワの文化科学宮殿など世界中の有名な会場でコンサートをしている。

## ディスコグラフィ
- Polka Disco （1979年）
- I Remember Warsaw （1986年、グラミー賞受賞）
- A Polka Just for Me （1987年、グラミー賞受賞）
- Born to Polka  （1988年、グラミー賞受賞）
- All in My Love for You （1989年、グラミー賞受賞）
- When It's Polka Time at Your House （1990年、グラミー賞受賞）
- Live at Gilley's! （1991年、グラミー賞受賞）
- A Jimmy Sturr Christmas （1992年）
- Sturr It Up （1993年）
- Polka Christmas （1993年）
- Polka Your Troubles Away （1994年）
- Polka Saturday Night （1994年）
- Saturday Night Polka [Ranwood] （1993年）
- Polka Favorites （1995年）
- I Love to Polka （1995年、グラミー賞受賞）
- Polka! All Night Long with ウィリー・ネルソン （1996年、グラミー賞受賞）
- Pure Polka （1997年）
- Living on Polka Time with ビル・アンダーソン and フラコ・ヒメネス （1997年、グラミー賞受賞）
- Dance with Me with オーク・リッジ・ボーイズ and フラコ・ヒメネス （1998年、グラミー賞受賞）
- Life's a Polka （1998年）
- Polkapalooza （1999年）
- Jimmy Sturr Polka （2000年）
- Touched by a Polka with メル・ティリス （2000年、グラミー賞受賞）
- Gone Polka with ウィリー・ネルソン and ブレンダ・リー （2001年、グラミー賞受賞）
- Top of the World with アーロ・ガズリー and ロンダ・ヴィンセント （2002年、グラミー賞受賞）
- Let's Polka 'Round （2003年、グラミー賞受賞）
- Rock 'N Polka （2004年）
- Hooked on Polkas （2004年）
- All American Polkafest （2004年）
- First Class Polkas （2004年）
- Shake, Rattle and Polka! （2005年、グラミー賞受賞）
- Best of Jimmy Sturr, Vol.2 （2006年）
- The Greatest Hits of Polka （2006年）
- Polka in Paradise with ボビー・ヴィントン （2006年、グラミー賞受賞）
- Come Share the Wine （2007年、グラミー賞受賞）
- Let the Whole World Sing （2008年、グラミー賞受賞）
- Polka Cola with ビル・アンダーソン （2009年）

## バンド・メンバー
- Jimmy Sturr - ボーカル
- Steve Swiader - アコーディオン
- Dennis Coyman - ドラムス
- Eric Parks - トランペット
- Frank Urbanovitch - ボーカル、フィドル
- Johnny Karas - ボーカル、テナー・サクソフォーン
- Keith Slattery - ピアノ
- Kenny Harbus - トランペット
- Kevin Krauth - トランペット
- Nick DeVito - クラリネット、アルト・サクソフォーン
- Greg Dolecki - クラリネット、アルト・サクソフォーン
- Rich Pavasaris - ベース・ギター
- Gus Kosior - マネージャー